# Кусков, Елизар Ильич
Елизар Ильич Кусков (30 июня 1918, Можайский район — 6 ноября 1980, Москва) — советский хозяйственный, государственный и политический деятель.

## Биография
Родился в 1918 году в Можайском районе. Член КПСС с 1939 года.
С 1933 года — на хозяйственной, общественной и политической работе. В 1933—1981 гг. — секретарь сельсовета, заведующий отделом редакции районной газеты в Уваровском районе Московской области, красноармеец, участник Великой Отечественной войны, литературный сотрудник, заведующий отделом, ответственный секретарь газеты «За прочный мир, за народную демократию!», работник аппарата ЦК КПСС, первый заместитель заведующего отделом ЦК КПСС.
Делегат XXIV съезда КПСС.
Умер до 1985 года.

## Отзывы
По утверждению политолога Ф. М. Бурлацкого, Моральный кодекс строителя коммунизма был написан при следующих обстоятельствах:

Дело было в Подмосковье, на бывшей даче Горького. Шёл 1961 год. С группой консультантов ЦК КПСС я работал над программой партии ― с начала и до конца. Нашей группой руководил секретарь ЦК Борис Николаевич Пономарёв, а непосредственную работу осуществлял его зам ― Елизар Ильич Кусков, прекрасной души человек, остро пишущий и тонко чувствующий слово журналист.

Основоположником и бессменным куратором консультантской группы «братского» отдела был Елизар Ильич Кусков. Прелюбопытнейшая фигура! Внешне — никаких признаков интеллигентности, «великосветского» лоска партийных функционеров высшего разряда. Ну прямо крестьянин от сохи. Но голова — голова, будто бы специально созданная для поиска компромиссных «формулировок» и создания «классических» формул (пример: мировая система социализма — детище международного рабочего движения).
Рассказывают, что именно Кусков был автором последней фразы Программы КПСС: «Партия торжественно провозглашает: нынешнее поколение советских людей будет жить при коммунизме!» Поставив восклицательный знак, Елизар Ильич заметил: «Лозунг этот переживет века…»